# Villaria rolfei
Villaria rolfei là một loài thực vật có hoa trong họ Thiến thảo. Loài này được Vidal miêu tả khoa học đầu tiên năm 1885.